# دختران فراموش شده
دختران فراموش شده (انگلیسی: Forgotten Girls) یک فیلم به کارگردانی فیل روزن است که در سال ۱۹۴۰ منتشر شد. از بازیگران آن می‌توان به لوئیس پلات اشاره کرد.